# Kozojídky
Kozojídky (in tedesco Klein Kosojed) è un comune della Repubblica Ceca facente parte del distretto di Hodonín, in Moravia Meridionale.